# Praktejder
Praktejder (Somateria spectabilis) är en stor andfågel som häckar utmed norra halvklotets arktiska kuster, i Europa, Nordamerika och Asien. Den tillbringar mesta tiden i marina ekosystem och flyttar till arktisk tundra för att häcka i juni och juli. Den lägger fyra till sju ägg i en uppskrapad grop direkt på marken, fodrad med gräs och dun. Den är en utpräglad flockfågel utanför häckningstid och kan bilda flockar på tusentals fåglar.

## Systematik
Praktejdern beskrevs första gången vetenskapligt 1758 av Carl von Linné i tionde upplagan av hans verk Systema Naturae. Han placerade den då, tillsammans med alla andra änder i släktet Anas. 1819 flyttade William Elford Leach alla de större ejdrarna till det egna släktet Somateria. Den är mycket närbesläktad med övriga ejdrar och det förekommer att den hybridiserar med vanlig ejder. Trots sitt mycket stora utbredningsområde är den monotypisk, det vill säga att den inte delas upp i några underarter.

## Kännetecken

### Utseende
Praktejdern är en stor andfågel, dock något mindre och kompaktare än ejdern, och dess näbb är mindre. Den mäter 55–63 cm, har ett vingspann på 87–100 cm och väger 1,5–2,01 kg. Adult hane i praktdräkt, som han bär mellan november och juni, är omisskännlig med klarorange näbbknöl i pannan, korallröd näbb, vit kind med grön ton närmast ögat, ljust puderblå fylligt rundad hjässa och nacke, laxrosa hals och bröst, och i övrigt kontrastrik svartvit fjäderdräkt med tydligt vit framrygg, svart buk, svarta skuldror, svart stjärt med två vita fläckar på sidan av den svarta övergumpen, och vita vingtäckarfält på de i övriga svarta vingovansidorna. På den liggande fågeln syns två uppstående mindre trekantiga "segel" på de svarta skuldrorna.

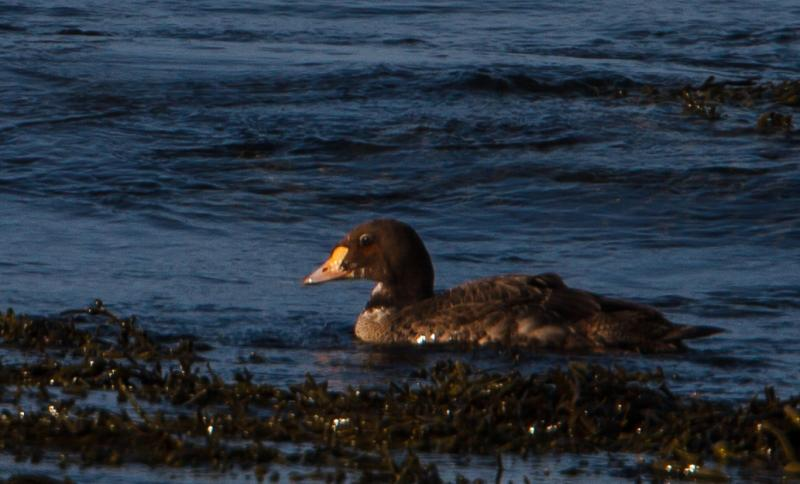
Ung (knappt ettårig) hane, i mars på Island.

Honan är svårare att skilja från ejdern men är som sagt något mindre och kompaktare och har mindre och mörkare näbb. Honan har uppåtböjda "mungipor" vilket ger den ett snällt uttryck". Fjäderdräkten är brun, ofta något varmare rostbrun än hos den adulta ejderhonan och den mörka teckningen på fjädrarna är mer vinkelformiga. Även honan uppvisar "segel" på ryggen, om än mindre än hanen.
Hos den adulta hanen i eklipsdräkt krymper näbbknölen, som dock fortfarande är orangegul och de kraftiga pastellfärgerna försvinner. Bröstet, hjässa och nacke är melerat i brungrått. I övrigt är den mörk, men behåller sina vita täckarfält på vingovansidan. Juvenilen är lik honan men än mer lik ejdern eftersom fjäderdräkten ofta saknar den varmare tonen och inte har så tydligt bågformig mörk teckning på fjädrarna.

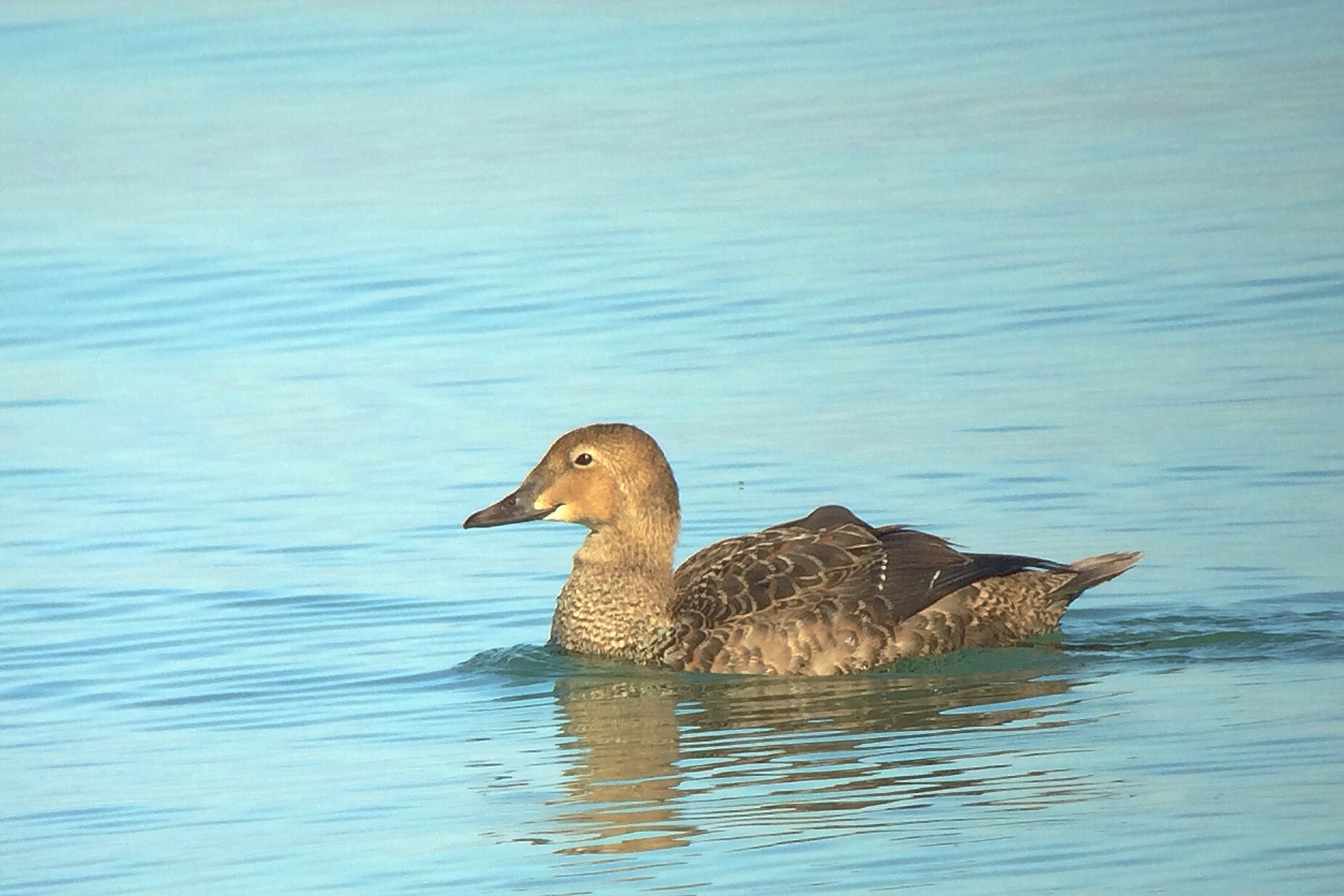
Hona i första årets vinterdräkt, i november utanför New York.

### Läte
Praktejdern är mer tystlåten än vanlig ejder. Hanen har ett djup vibrerande hoande läte och när flera hanar ropar tillsammans kan det påminna om orrspel. Praktejderhonan har ett skrockande läte som påminner om ejderns.

## Utbredning
Praktejdern förekommer cirkumpolär på norra halvklotet. Arten avlöser ejdern norrut och häckar längs arktiska kuster utmed Grönland, Svalbard, i norra Europa, norra Asien, Alaska och nordöstra Kanada. Den häckar vanligtvis inte i Skandinavien men ett fåtal häckningar har konstaterats i Norge.
Den övervintrar i arktiska och subarktiska marina miljöer, främst Berings hav, östra Kanada, Grönlands västkust, Island och norra Norge. Den kan bilda mycket stora vinterflockar, exempelvis är uppemot 100 000 fåglar observerade utanför Grönlands västkust vid ett och samma tillfälle. Mellan oktober och mitten av april förekommer det talrikt med övervintrande praktejder utefter Norges kust. Förmodligen rör det sig om fåglar som häckar vid Svalbard, Novaja Zemlja och norra Ryssland. Det förekommer också årligen övervintrande individer utanför Skottland, Kamtjatka och nordöstra USA:s kuster. Icke-häckande ungfåglar översomrar ofta söder om häckningsområdena eller stannar närheten av vinterkvarteren, exempelvis vid kusterna av Finnmark.

### Förekomst i Sverige
Arten är ovanlig i Sverige, men ses regelbundet under perioden mars till maj. Den ses oftast i flockar med vanlig ejder men på Gotland observerades 1986 en ren flock på 21 fåglar, varav 14 honor. Antalet observationer ökade mot slutet av 1980-talet då det årligen observerades närmare 100 individer, främst kring Sveriges södra kuster. Vanligast observeras hanar i Sverige, vilket nog beror på att honor är svårare att urskilja från vanlig ejder.

## Ekologi

### Habitat och häckning

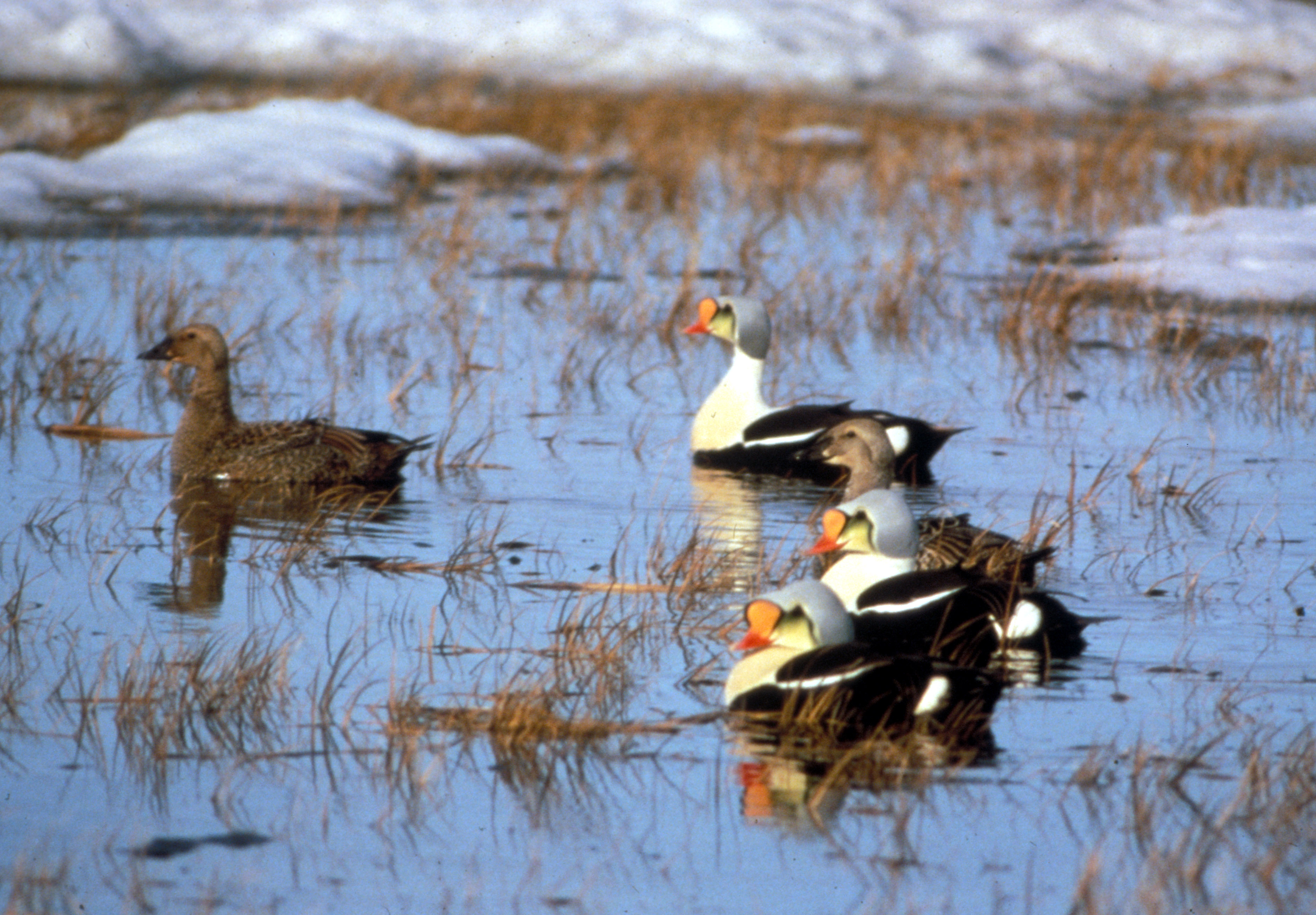
Praktejder i sitt häckningshabitat i juni i Alaska.

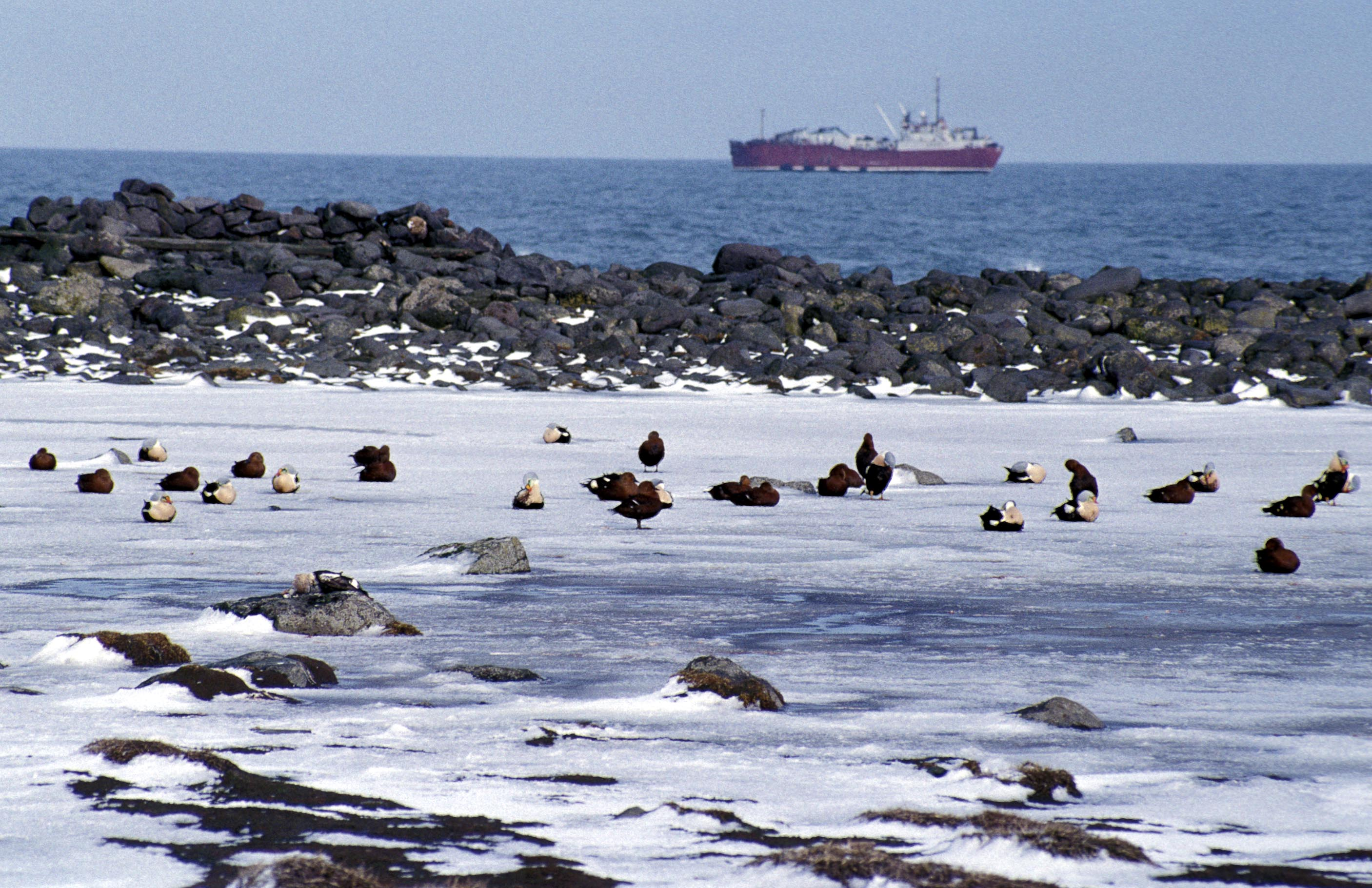
Praktejder i vinterkvarter i februari.

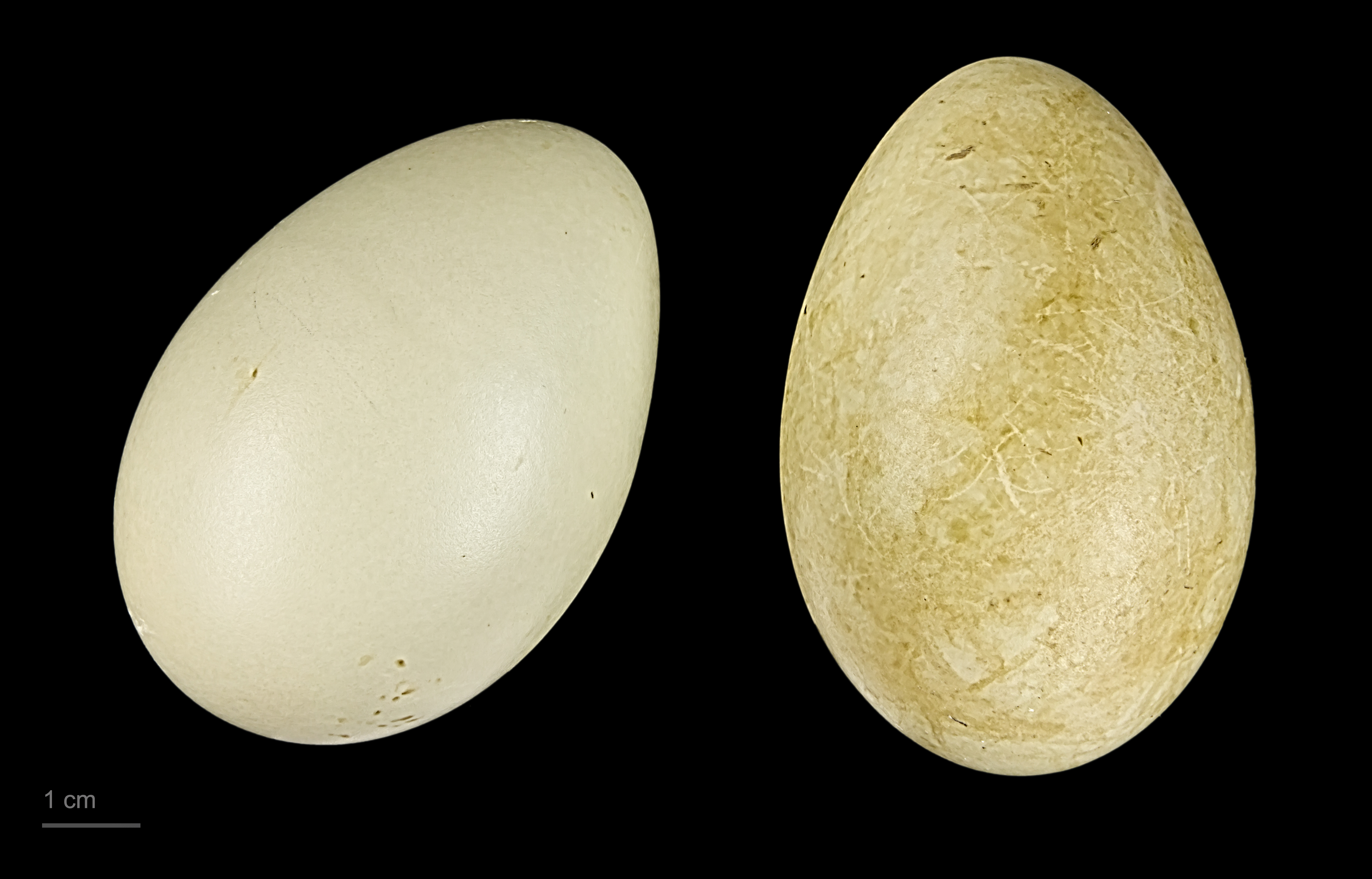
Ägg från praktejdern.

Praktejdern häckar i juni och juli på en mängd olika tundrahabitat. Den placerar vanligtvis sitt bo väl skiljt från andra häckande praktejdrar men sällsynt förekommer det löst sammanhängande kolonier. Den häckar i närheten av sötvatten som sjöar, gölar eller myrar i närheten av kusten, men även på öar i deltaområden. Mycket sällsynt häckar den på öar utmed kusten. Vanligtvis ligger häckningsplatsen max 50 kilometer från kusten med uppemot 100 kilometer förekommer. Den lägger fyra till sju ägg i en uppskrapad grop direkt på torr mark. Boet fodras med gräs och dun från den egna kroppen. Honan ruvar äggen själv i 22–23 dagar och honorna tar sedan kollektivt hand om ungarna. Under första perioden med dunungarna föredrar den grunda vatten med uppstickande vattenvegetation för att sedan flytta till mer salthaltiga vatten där ungarna genomför sin första ruggning.
Snart efter att äggen är lagda samlas hanarna i stora flockar och flyttar, ibland mer än tusen mil från häckningsplatsen, till skyddade kustområden med god födotillgång inom den bentiska zonen. De befinner sig där under perioden juli och augusti för att rugga till eklipsdräkt.
Senare anländer honorna och ungarna varefter de flyttar tillsammans för att tillbringa vintern i djupa havsområden i närheten av iskanten, eller i kustområden med grundare vatten. Höstflytten till vinterkvarteren sker främst mellan augusti och oktober men eftersläntrare kan lämna häckningsområdet först under september. Utanför häckningstid är den en utpräglad flockfågel och kan bilda flockar på tusentals fåglar ute till havs. Tidpunkten för återflyttning på våren beror på isläget vid häckningsområdet.

### Föda
Artens födosök varierar beroende på säsong. Merparten av året lever den till havs där den dyker efter ryggradslösa djur, främst blötdjur, kräftdjur och insektslarver inom den bentiska zonen. När den gör djupare dyk paddlar den sig fram med hjälp av vingarna. Under häckningsperioden födosöker den istället i sötvattenssjöar och dammar där den simmande snappar efter små ryggradslösa djur, främst direkt från ytan, men även växtdelar.

### Nativitet
Den äldsta kända praktejdern i Nordamerika var en hona som blev minst 18 år och elva månader. Fågeln ringmärktes som adult söder om Gambell i Alaska 1940, och sköts 1958 i Barrow, Alaska.

## Praktejdern och människan

### Status och hot
Den globala populationen är mycket stor och uppskattas till 800 000–900 000 individer och den har ett mycket stort utbredningsområde. Trots att artens utvecklingstrend är negativ så  bedöms inte praktejdern av IUCN som hotad utan kategoriseras som livskraftig (LC). Naturliga fiender är predatorer som främst tar ägg och ungar som vittrut, korp, labbar och fjällräv. Ett stort hot utgör oljeutsläpp i anslutning till ruggande eller övervintrande stora flockar. Övervintringspopulationen på Grönland hotas på grund av överexploatering, då 10–20 % dödas årligen. Ett annat hot utgör drunkning då fåglarna fastnar i nät som bifångst, främst under vårflytten.

### Namn
Det vetenskapliga släktnamnet Somateria är en kombination av det grekiska ordet sōma eller sōmatos, som betyder "kropp", och erion, som betyder "ull". Kombinationen som ungefär betyder "ullig kropp" refererar till ejderns välkänt tjocka och mjuka dun. Artepitetet spectabilis är latin och betyder "prålig", "anmärkningsvärd" eller "sevärd", och refererar till hanens imponerande praktdräkt. Det svenska trivialnamnet är också en hänvisning till hanens praktfulla häckningsdräkt. På många andra språk, exempelvis isländskans æðarkóngur referear namnet till "konung" på grund av dess pråliga utseende och den orange näbbknölen som påminner om en krona. Ursprunget för trivialnamnet "ejder" är oklart. På isländska heter den æður som i sin tur kommer från fornnordiskans æthr. I svenskan är "ejder" belagt i skriftspråk sedan 1700-talets början men detta namn användes inte av allmogen som snarare sa är, ära eller ärrefågel.
Äldre dialektala namn för praktejder har i Södermanland varit "kamgudunge" eller "kamgiding", och i norra Sverige har den kallats "E-konge".

### Som jaktvilt
Praktejdern är en vanlig källa till färskt kött, främst under våren, för många ursprungsbefolkningar i Arktis.